# مونت كارلو الدولية
إذاعة مونت كارلو الدولية إذاعة فرنسية ناطقة باللغة العربية يوجد مقرها في باريس، منذ تأسيسها عام 1972 ويبلغ عدد مستمعي مونت كارلو الدولية أكثر من 15 مليون مستمع في الوطن العربي.
تتكون أسرة الإذاعة من فريق تحريري فاعل يضم أكثر من 80 صحافيًا ومراسلًا في مختلف أنحاء العالم إضافة إلى فريق حيوي من المذيعين وهم يعملون جميعًا بمساعدة مجموعة من التقنيين المتخصصين الذين اعتمدوا النظام الرقمي في الإنتاج والبث.
وتعرف الإذاعة عن نفسها بأنها «إذاعة حرة، علمانيّة، منفتحة على العالم وتخاطب كل الأجيال، يمكن الاستماع إليها أيضاً على الإنترنت، والهواتف الذكية، والكابل، والأقمار الصناعية وعبر تطبيق جديد على المحمول».
وتتبع إذاعة مونت كارلو إلى مجموعة France Médias Monde المكونة من تلفزيون فرانس 24 الناطق بلغات ثلاث، وإذاعة فرنسا الدولية، وتيث الإذاعة من باريس وتتوجه إلى القارات الخمس بـ 14 لغة.
وقامت إذاعة مونت كارلو الدولية بإنشاء العديد من الصفحات الإلكترونية التابعة لها، بحيث تعتبر بمثابة موقع رسمي للقناة عبر الشبكة العنكبوتية، حيث يتم تصميم الصفحات الإلكترونية لإذاعة مونت كارلو بأسلوب جذاب، وهو ما يساهم في زيادة نسبة التعرض للمحطة، بالإضافة إلى ذلك ساهمت صفحات إذاعة مونت كارلو الدولية بتقديم مجموعة من الأهداف ذات الارتباط الوثيق بالخدمات الإعلامية، كما سعت إلى تقديم مجموعة من التبويبات، ومن أهمها:
تبويب متخصص في تقديم خدمات التحميل والتنزيل للمحتويات الإذاعية والمسموعة، حيث يتم تنزيل كل ما يرغب به الجمهور المستمع وذلك إما عن طريق الحاسب الآلي أو عن طريق الهواتف الذكية، وتبويب متخصص في تقديم خدمة الرد الآلي وذلك حيال الرسائل النصية التي ترد إلى البريد الإلكتروني الخاص بمحطة إذاعة مونت كارلو، بحيث يتم الرد على كافة الاستفسارات والتساؤلات حيال بعض الموضوعات المطروحة على محطة الإذاعية، وتبويب متخصص في استقبال السيناريوهات والأفكار الابتكارية الصحفية والإبداعية التي ترد من الجمهور المستهدف، بحيث يتم أخذ هذه الأفكار بجدية، كما من الممكن تطبيقها من خلال الاستعانة بشركات الإنتاج الإذاعي المحلية؛ وذلك من أجل تطبيقها على أرض الواقع، وتبويب متخصص في تقديم الأخبار العاجلة الفورية والآنية، وتبويب متخصص في تقديم النصائح حيال العديد من الموضوعات سواء كانت الموضوعات صحية أو اقتصادية أو اجتماعية أو تراثية أو ثقافية، وتبويب متخصص في كتابة الأعمدة الصحفية سواء كان ذلك إما من قبل الإعلاميين في محطة إذاعة مونت كارلو أو الإعلاميين العاملين في المحطات الإذاعية الأخرى، بحيث يتم كتابة العمود الصحفي بمجموعة من الموضوعات والمجالات وبالأخص المجالات التراثية والسياحية التي تتميز بها إمارة موناكو، وتبويب متخصص في عرض التقارير الإخبارية المصورة التي تم اعدادها وتحريرها من قبل طاقم المحطة الإذاعية، بحيث يتم عرض الصور الصحفية ذات الارتباط الوثيق بالموضوع.
وتعد إذاعة مونت كارلو أول إذاعة فرنسية ناطقة باللغة العربية، وتمكنت في السنوات الماضية من الوصول إلى عدد كبير من المستمعين يصل بحسب آخر الإحصائيات إلى 7.9 ملايين مستمع، وما تزال عمليات توسيع شبكة إرسال مونت كارلو متواصلة وذلك بهدف تغطية منطقة المغرب العربي وبقية دول الشرق الأوسط بغية توسيع قاعدتها الشعبية، مستفيدة بذلك من خدمات شبكة الإنترنت والهواتف الذكية.

## وصلات خارجية
- الموقع الرسمي